# Profil Public
 (février 2022).
Profil Public est une entreprise française fondée en 2018 par Sigrid Berger, administratrice territoriale passée par la Région Hauts-de-France (responsable de la communication) et par France Travail (directrice adjointe des services aux demandeurs d’emploi).
Il s’agit d’une plateforme d’emploi dédiée au secteur public, accompagnée d’un média en ligne abordant les enjeux du recrutement et de la transformation publique. Pour répondre aux défis liés à l’attractivité de la fonction publique, l’entreprise développe une solution numérique incluant un logiciel de recrutement (ATS) destiné aux employeurs publics.
Son objectif est de favoriser l’attractivité du secteur public en mettant en avant les institutions, leurs offres d’emploi et en accompagnant les employeurs dans l’amélioration de l’expérience candidat.

## Historique
En octobre 2018, Sigrid Berger lance la plateforme d’emploi Profil Public afin d’optimiser la diffusion des offres et d’accompagner les employeurs publics dans le développement de leur marque employeur.
En 2019, l’entreprise publie un livre blanc consacré à la marque employeur dans le secteur public.
En 2021, l’entreprise déménage en Occitanie, avec des implantations à Toulouse et Montpellier. La même année, Profil Public est mentionné dans le rapport de l’OCDE intitulé Public Employment and Management 2021: The Future of the Public Service.
Profil Public a également contribué aux travaux de la mission ministérielle sur l’attractivité territoriale, lancée par Amélie de Montchalin, alors ministre de la Transformation et de la Fonction publiques.

## Activités
Profil Public structure son activité en trois volets : une plateforme d’emploi, conçue pour faciliter l’accès aux offres du secteur public, des pages emploi, présentant l’environnement de travail des institutions et un média, proposant des témoignages et des articles sur les métiers et les dynamiques d’innovation publique.
L’entreprise met à disposition des ressources et outils pour accompagner les candidats dans leur recherche d’emploi et leur orientation professionnelle. Elle publie également des témoignages de professionnels du secteur public, illustrant les parcours et les métiers accessibles.
En 2023, Profil Public publie un guide candidat pour aider à mieux comprendre les processus de recrutement dans la fonction publique, en partenariat avec plusieurs acteurs institutionnels.
L’entreprise a également conçu un jeu de cartes destiné à faciliter les entretiens de recrutement dans la fonction publique en brisant la glace entre candidats et recruteurs.

Elle participe aux réflexions sur l’évolution des concours de la fonction publique, en publiant des analyses et tribunes sur la modernisation des processus de recrutement dans le secteur public.
1. 1 2  Sirene (registre national des sociétés).
2. ↑  « Profil Public, plateforme d'emploi dans le secteur public », sur profilpublic.fr (consulté le 10 février 2025)
3. ↑  « Le média », sur Profil Public (consulté le 10 février 2025)
4. 1 2  Florence, « Profil Public », sur Vocation Service Public, 30 novembre 2021 (consulté le 10 février 2025)
5. ↑  (en) « Public Employment and Management 2021 », sur OECD, 7 décembre 2021 (consulté le 10 février 2025)
6. ↑  « Profil public publie un guide pour aider les candidats à mieux comprendre... », sur www.aefinfo.fr (consulté le 10 février 2025)
7. ↑  « Entretien de recrutement : un jeu de cartes pour briser la glace », sur Horizons publics (consulté le 10 février 2025)
8. ↑  « Repenser les concours de la fonction publique », sur Horizons publics (consulté le 10 février 2025)